# Abdul Ghafur Breshna
Abdul Ghafur Breshna, né Abdul Ghafur le 10 avril 1907 à Kaboul et mort le 4 janvier 1974 dans la même ville, est un artiste peintre, un compositeur, un écrivain et un metteur en scène afghan.

## Biographie
En 1921, il fait partie des étudiants envoyés en Allemagne par Amanullah Khan pour y suivre des études supérieures. Abdul Ghafur étudie la peinture et la lithographie à l'Académie des Beaux-Arts de Munich, épouse une Allemande puis rentre en Afghanistan en 1931.
Il mène une carrière de professeur, puis de directeur, au Collège des beaux-arts de Kaboul (1930-1939), introduisant de nouvelles techniques. Ses œuvres picturales comprennent des scènes de rues, des paysages afghans et des portraits de poètes, de philosophes et de personnalités historiques.
Devenu l'un des artistes les plus renommés de son pays, il ajoute « Breshna », qui signifie « éclair », à son nom.
Ses œuvres ont été exposées dans le monde entier : Téhéran (1953, 1966), Delhi (1954, 1974), Le Caire (1956), New York (1957), Moscou (1965, 1973), Pékin (1967), Sofia (1967), Cannes (1971)...
De 1938 à 1943, il dirige l'administration responsable de la presse et de l'édition en Afghanistan. De 1943 à 1953, il dirige la radio nationale, où il fait la promotion de la musique traditionnelle de son pays. Musicien lui-même, il compose de nombreuses chansons, ainsi que le nouvel hymne national de la République d'Afghanistan à la demande du président Mohammad Daoud Khan (1973).
Il écrit aussi plus de 20 pièces de théâtre pour la radio et la scène, dont il assure la mise en scène et dessine parfois les décors. 
Après sa mort, une grande partie de son œuvre picturale a été perdue ou détruite.

## Œuvres

Œuvres d'Abdul Ghafur Breshna
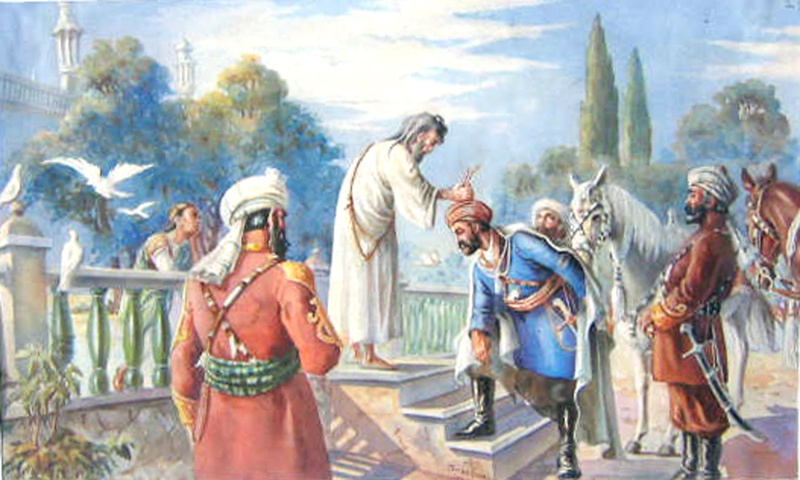
Couronnement d'Ahmad Shah Durrani
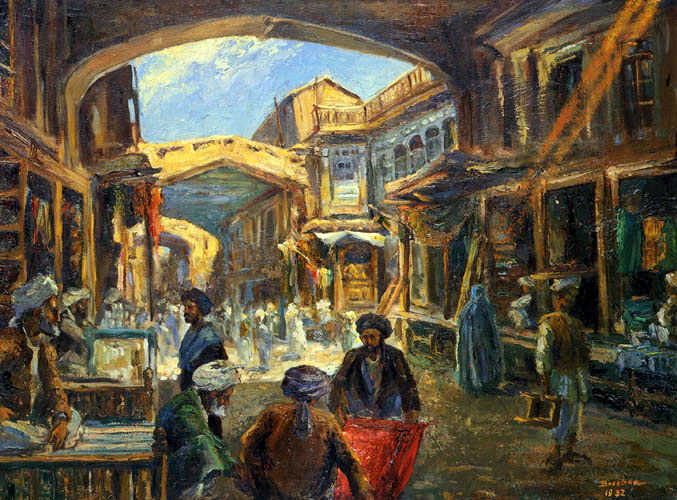
Bazar de Kaboul (1932)
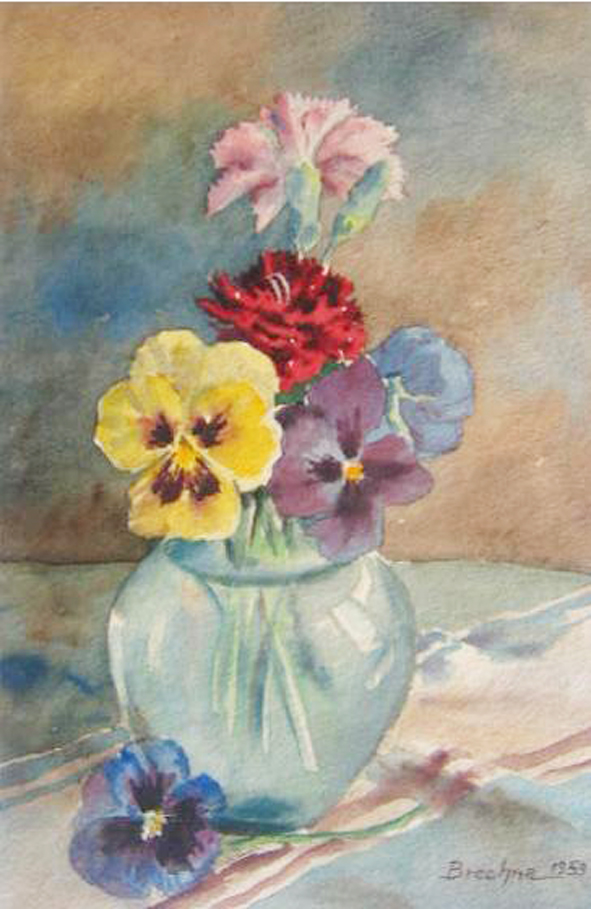
Fleurs (1953)